# Tamamura
Tamamura (jap. 玉村町 Tamamura-machi) – miasto w Japonii, na wyspie Honsiu, w prefekturze Gunma. Według danych na rok 2020 miejscowość zamieszkiwało 36 054 mieszkańców , a gęstość zaludnienia wyniosła 1399 os./km².